# 王子様の条件
『王子様の条件』（おうじさまのじょうけん、原題：拜金女王）は台湾のテレビドラマ。
2011年6月17日から2011年11月11日まで台湾の華視で放送された。日本では2012年4月30日から2012年6月25日までBSジャパンで放送された。全33話。
アメリカのテレビドラマ『セックス・アンド・ザ・シティ』で衣装を担当したパトリシア・フィールドが衣装監督として参加し、ドラマにも出演している。

## エピソード・サブタイトル
全33話
| 各話   | サブタイトル           | 放送日        |
| ------ | ---------------------- | ------------- |
| 第1話  | 拝金主義or上昇志向?    | 2012年4月30日 |
| 第2話  | 最高級のキャビア!?     | 2012年5月1日  |
| 第3話  | 愛のブレスレット       | 2012年5月2日  |
| 第4話  | 愛してるは言えない     | 2012年5月3日  |
| 第5話  | まさかの再会!?         | 2012年5月7日  |
| 第6話  | ウソの理由             | 2012年5月8日  |
| 第7話  | カイミンからの招待状   | 2012年5月9日  |
| 第8話  | ユージンの楽譜         | 2012年5月10日 |
| 第9話  | 愛は説明できない       | 2012年5月14日 |
| 第10話 | 市場のリニューアル作戦 | 2012年5月15日 |
| 第11話 | イケてる市場           | 2012年5月16日 |
| 第12話 | 私は拝金女王よ!        | 2012年5月17日 |
| 第13話 | 母との再会             | 2012年5月21日 |
| 第14話 | 別の世界に行こう       | 2012年5月22日 |
| 第15話 | これが私の生きる道     | 2012年5月23日 |
| 第16話 | やっと気づいた気持ち   | 2012年5月24日 |
| 第17話 | 失意の中の再会         | 2012年5月28日 |
| 第18話 | ジアハオの復讐         | 2012年5月29日 |
| 第19話 | 初恋の思い             | 2012年5月30日 |
| 第20話 | 昔の俺とは違うんだ     | 2012年5月31日 |
| 第21話 | 揚げパンと豆乳の仲     | 2012年6月4日  |
| 第22話 | キスの衝動             | 2012年6月5日  |
| 第23話 | 愛してる、さようなら   | 2012年6月6日  |
| 第24話 | チュマンの新生活       | 2012年6月7日  |
| 第25話 | しぶとい女             | 2012年6月11日 |
| 第26話 | 君に勇気をあげる       | 2012年6月12日 |
| 第27話 | 隠された愛             | 2012年6月13日 |
| 第28話 | 偽りの祝福             | 2012年6月14日 |
| 第29話 | 誓いの言葉             | 2012年6月18日 |
| 第30話 | チュマンはもういない   | 2012年6月19日 |
| 第31話 | 素顔のままで           | 2012年6月20日 |
| 第32話 | 貧しくも美しい暮らし   | 2012年6月21日 |
| 第33話 | もうダイヤはいらない   | 2012年6月25日 |

## キャスト
| 役名                        | 俳優名                            | 役柄                                                                                  |
| --------------------------- | --------------------------------- | ------------------------------------------------------------------------------------- |
| ツァイ・ジアハオ （蔡家豪） | 呉建豪 （ヴァネス・ウー、F4）     | バイオリニストを夢見てパリ音楽院に留学、 禁止されているアルバイトをして退学になった   |
| リン・チュマン （林楚曼）   | 熊黛林 （リン・ホン）             | モデル。幼いときに母親に児童施設に預けられた。 お金持ちと結婚することが目標、拝金主義 |
| イェン・カイミン （嚴凱銘） | 陳曉東 （ダニエル・チャン）       | AGグループ総裁                                                                        |
| ピーター （潘彼得）         | 那維勳 （ナー・ウェイシュン）     | チュマンの元マネージャー。チュマンの良き理解者                                        |
| サシャ （莎夏）             | 陳庭妮 （アニー・チェン）         | チュマンの後輩モデル                                                                  |
| ツァイ・ジアフイ （蔡家惠） | 林美秀 （リン・メイシュウ）       | ジアハオの姉、親代わり。朝南市場で八百屋を営む                                        |
| リン・チーモン （林麗君）   | 劉瑞琪 （リュー・ルイチー）       | サシャの継母。過去にチュマンを児童施設に預けた                                        |
| ルー・イーシェン （路伊嫻） | 江語晨 （ジェシー・ジャン）       | ジアハオの幼なじみ                                                                    |
| キャメロン （柯麥隆）       | 張懷秋 （ハリー・チャン、大嘴巴） | ジアハオの親友                                                                        |
| ゲン・タッキー （耿德基）   | 顧寶明 （クー・パオミン）         | KEGグループの会長                                                                     |
| リー・ハイ （李海）         | 唐禹哲 （ダンソン・タン）         | イーシェンの恩師の教え子                                                              |
| レオ （Leo）                | 屈中恆 （チュイ・チョンヘン）     | 朝南市場で魚屋を営む                                                                  |
| ダーナイマー （大奶媽）     | 楊麗音 （ヤン・リーイン）         | 朝南市場で下着屋を営む                                                                |
| ジアンバオ （醬爆）         | 何文輝 （ホー・マンファイ）       | 朝南市場で食肉加工品販売を営む                                                        |
| シーリゴー （犀利哥）       | 陳亦飛 （デビッド・チェン）       | 恋人と駆け落ちするはずが相手が現れず、朝南市場に住みついた                            |

## スタッフ
- プロデューサー：陳玉珊（フランキー・チェン）
- 演出：陳慧翎 （チェン・フイリン）
- 衣装監督：パトリシア・フィールド

## 主題歌
オープニングテーマ
- 『IS THIS ALL』

歌 - 呉建豪（ヴァネス・ウー）
エンディングテーマ
- 『一百萬種親吻』

歌 - 梁文音（レイチェル・リャン）

## ソフトウェア

### DVD
販売元：エスピーオー
- 「王子様の条件〜Queen Loves Diamonds〜DVD-BOX1」（2012年2月17日）
- 「王子様の条件〜Queen Loves Diamonds〜DVD-BOX2」（2012年3月2日）
- 「王子様の条件〜Queen Loves Diamonds〜DVD-BOX3」（2012年4月4日）

## 日本国内放送局
| 放送地域 | 放送局     | 放送期間                       | 放送日時                           | 放送系列 |
| -------- | ---------- | ------------------------------ | ---------------------------------- | -------- |
| 日本全域 | BSジャパン | 2012年4月30日 - 6月25日        | 毎週月曜〜木曜 12時00分 - 13時00分 | BS放送   |
| 日本全域 | DATV       | 2011年12月10日 - 2012年7月28日 | 毎週土曜 22時00分 - 23時00分       | CS放送   |
| 京都府   | KBS京都    | 2012年9月7日 - 2013年5月1日    | 毎週金曜 23時00分 - 23時55分       | JAITS    |